# 本田典孝
本田 典孝（ほんだ のりたか、1952年（昭和27年）1月11日 - 2025年（令和7年）1月20日）は、日本の銀行家。香川銀行取締役会長。

## 人物・経歴
香川県綾川町生まれ。高松第一高等学校を経て、1974年近畿大学商経学部卒業。同年香川銀行入行。1989年宇多津支店長。2002年取締役。2004年常務取締役。2007年専務取締役。2017年香川銀行9代目の代表取締役頭取に就任。2020年香川銀行取締役会長。
2025年1月20日、病気のため死去。73歳没。